# Cliff Bentz
Cliff Stewart Bentz (Salem, 12 gennaio 1952) è un politico statunitense, membro della Camera dei Rappresentanti per lo stato dell'Oregon dal 2021.

## Biografia
Nato e cresciuto in Oregon, Bentz si laureò in giurisprudenza e intraprese la professione di avvocato.
Entrato in politica con il Partito Repubblicano, nel 2008 ottenne un seggio alla Camera dei rappresentanti dell'Oregon; dieci anni dopo venne scelto per rimpiazzare un collega all'interno del Senato dell'Oregon, la camera alta della legislatura statale.
Nel 2020 annunciò la propria candidatura alla Camera dei Rappresentanti nazionale per il seggio lasciato dal deputato di lungo corso Greg Walden e riuscì ad essere eletto, sconfiggendo l'avversaria democratica.
Greg Walden è un repubblicano di ideologia conservatrice.